# Ginnastica Comense 1872
L'Associazione Sportiva Dilettantistica Ginnastica Comense 1872 era una polisportiva italiana di Como che tra le sue attività vantava pallacanestro, atletica, scherma, ginnastica ritmica, ginnastica artistica e pugilato.
La sua squadra di pallacanestro femminile fu quella che rese nota la polisportiva oltre a essere la più titolata d'Italia nella disciplina con 15 scudetti complessivi e 2 coppe dei Campioni d'Europa.
Dopo una crisi economica nel 2004 facente seguito allo scudetto più recente, la società ridimensionò gli obiettivi e nel 2012, pur avendo raggiunto la semifinale dei play-off per il titolo nazionale, non si affiliò per la stagione successiva e chiuse tutte le attività agonistiche federali a seguito di gravi violazioni tributarie che portarono a contestazioni per oltre tre milioni di euro di mancati versamenti.
Negli stessi giorni in cui la società falliva, la sezione scherma portava gli ultimi trofei con l'argento individuale e l'oro a squadre conseguiti da Arianna Errigo nel fioretto femminile delle Olimpiadi di Londra 2012, riportando la Comense sul podio olimpico a distanza di cinquantasei anni dalle medaglie (di bronzo individuale e oro a squadre) conseguite nel fioretto maschile da Antonio Spallino, sempre della sezione scherma, alle Olimpiadi di Melbourne 1956.   
La contestazione tributaria, e i debiti milionari che ne derivarono, comportarono il sostanziale fallimento della polisportiva, e la nascita di nuove società che ne hanno raccolto l'eredità sportiva nelle varie discipline abbandonate dalla Comense: atletica e ginnastica nella AG Comense SSDrl, scherma nella Comense Scherma SSDrl e, qualche anno più tardi, la pallacanestro nella Polisportiva Comense 2015.

## Storia

### Gli albori del basket a Como
La Ginnastica Comense nel 1919 decise di dar vita ad una squadra maschile di palla al cesto; i risultati vennero raggiunti in breve tempo, tanto che nel 1924 si giocò lo scudetto contro l'ASSI Milano e l'Internazionale Milano. Per un dissidio con i dirigenti della Federazione, la Comense decise poi di ritirare la propria formazione da tutte le competizioni ufficiali. Nel 1927, con la partenza di Gianni Ortelli, la formazione comasca declina e chiude.

### Il dopoguerra e la nascita della sezione femminile
Nel 1945 la Comense decide di riprendere l'attività cestistica, ma a livello femminile. Dopo un anno partecipa al campionato di Seconda divisione classificandosi prima. La stagione dopo, a Piacenza, conquista il titolo tricolore di Prima Divisione, superando in un entusiasmante spareggio, l'Internazionale Trieste e l'Ardita Genova. Promossa quindi in serie A, il nuovo allenatore per la stagione 1947/48 è Enrico Garbosi; a novembre la compagine nazionale convoca in prima squadra Anna Branzoni e Liliana Ronchetti.

### La striscia di successi e lo scioglimento della squadra

Enrico Garbosi a colloquio con la squadra, anni cinquanta.

Il primo impatto con il campionato maggiore porta nelle prime due stagioni a un terzo e a un quinto posto. Ma nella stagione 1949-50 le nerostellate conquistano il loro primo titolo tricolore. Sarà il primo di quattro scudetti consecutivi: 1950-1951-1952-1953. In questi anni disputa 122 incontri, con 113 vittorie di cui 51 consecutive, 4 pareggi, 5 sconfitte. Un'epoca d'oro che vede la Comense primeggiare in Italia e nei tornei internazionali di mezza Europa, trascinata dalla comasca Liliana Ronchetti, una delle giocatrici italiane più forti di tutti i tempi.
Dopo il secondo posto del 1954 iniziò un lento declino che portò all'allontanamento di Enrico Garbosi dalla panchina lariana.
Per altre due stagioni Como ebbe la sua squadra in Serie A poi constatata l'impossibilità di rimanere ai vertici il consiglio della società optò per lo scioglimento della prima squadra. 

### La rifondazione
Tonino Della Vigna fu l'unico a credere nella rinascita del sodalizio lariano. Ricontattò Yogi Bough, e lo convinse a prendere in mano le redini del settore giovanile. La Comense riparte nel 1955/56 con la seconda squadra, che già giocava in serie C. Viene promossa in B dove rimane per quattro campionati, con allenatori Anna Branzoni per due anni e Alberto Morello per tre anni. Ma nel 1961/62 scende in Promozione classificandosi terza. Nel 1962 Idelma Tommasini torna in qualità di allenatrice e in sette anni riesce a portare il sodalizio lariano ai vertici della Serie B. Dopo un campionato condotto da Diego Roga, dal 1973 la panchina viene affidata a Riccardo Fortuna: vi rimarrà fino al 1983, portando le nerostellate dalla B, alla A2 fino alla A1. Nel frattempo la società continua, nonostante le ristrettezze economiche.

### Il centenario nella delusione
(La Gazzetta dello Sport, 1967)
Così intitolava la rosea in un articolo a metà degli anni sessanta. Ciò testimonia lo stato in cui versavano le condizioni della società nerostellata in quegli anni, con un susseguirsi continuo di delusioni. Nel 1972, per festeggiare il centenario, la società organizza un importante torneo che si disputa al palazzetto Parini di Cantù, a cui partecipano le formazioni di Praga, Cracovia, Sofia, Vienna, Sesto San Giovanni e le padrone di casa della Ginnastica Comense. Un torneo dal grande valore tecnico che riscontra una presa in considerazione da parte del pubblico pari a zero. Infatti gli spalti deserti dell'impianto canturino sono popolati da appena una decina di persone per la partita inaugurale. Unica nota positiva è la promozione dalla serie B nella stagione 1975-76, come prima classificata, quando passa in Serie A per allargamento dei quadri. Una gioia di breve durata, in quanto nella stagione successiva le comasche non vanno oltre l'ultima posizione e così ritornarono nella serie cadetta. Nel 1979 viene eletto presidente Augusto Protti.

### La rinascita
Nel 1980 la squadra ottiene la promozione nel neonato campionato di Serie A2. E subito dopo nella stagione successiva la Comense riconquista la Serie A vincendo lo spareggio di Treviso contro la formazione dell'Unicar Cesena.
Negli anni successivi si accenderà una forte rivalità tra le due squadre. La società non può sostenere spese ingenti: il quintetto è costituito solo da atlete italiane; nel 1982 arriva la prima straniera, l'americana Cheryl Williams. Nonostante gli enormi problemi finanziari, l'entusiasmo è sempre alto nel capoluogo lariano intorno alla realtà delle nerostellate. Le tribune del palazzetto cittadino di Muggiò sono sempre stracolme e ciò spinge alcuni appassionati ad una sorta di azionariato popolare.
Nel frattempo il presidente è Sergio Levrini, che è anche sponsor della società. Nelle due stagioni dal 1983 al 1985 l'allenatore è il piemontese Gaspare Borlengo. Nel 1985 Antonio Pennestrì diventa il nuovo presidente e dopo più di trent'anni la Comense si laurea di nuovo Campione d'Italia, seppur nella categoria giovanile Juniores. Nel 1985-86, con in panchina Dante Carzaniga arriva quinta nel girone B di prima fase, vince la poule recupero e viene eliminata dalle campionesse della Primigi Vicenza nei quarti di finale dei play-off per lo scudetto. Il 1º marzo 1986 a Muggiò le nerostellate si rendono protagoniste di un'autentica impresa, interrompendo la serie di 58 vittorie consecutive in Italia ed Europa della Primigi Vicenza. Nel 1986-87 si classifica all'ottavo posto, ma ai play-off viene subito eliminata da Viterbo. 

### Gli anni '90: il dominio delle nerostellate
Dopo aver mancato i play-off nella stagione 1988-89, numerosi sponsor intervengono per costruire un progetto vincente per le sorti del basket femminile comasco: il nome Pool Comense riflette proprio il fatto che si trova un gruppo di aziende disposte a sponsorizzare la squadra invece di uno sponsor unico.
Nella stagione seguente (1989-90) la Comense, di nuovo guidata da Gaspare Borlengo, costruisce una grande squadra con le nazionali Mara Fullin, Silvia Todeschini e Renata Salvestrini e sembra vicina allo scudetto: dominate le prime due gare della finale scudetto, qualcosa però va storto e la formazione dell'Unicar Cesena rimonta la serie, aggiudicandosi il tricolore. Intanto fra il 1989 e il 1990 la società costruisce il proprio palazzetto, il PalaSampietro dal nome dello sponsor Tessitura Sampietro, a Casnate con Bernate.
Per la stagione 1990-91 le nerostellate si rafforzano ulteriormente con l'arrivo del pivot della Sidis Ancona e della Nazionale Stefania Passaro. L'allenatore è Guido Cantamesse. In finale di Coppa Ronchetti Como affronta nel derby la formazione della Gemeaz Milano: le nerostellate favorite vengono però eliminate dalle acerrime rivali, perdendo la finale di ritorno giocata in casa al palazzetto di Alzate Brianza. Va meglio, invece, per ciò che riguarda il campionato. L'avversario è di nuovo l'Unicar Cesena. Nella serie finale le comasche, avanti 2-1, vincono gara-4 e danno il via alla festa dei 5.000 tifosi accorsi al Pianella di Cucciago per assistere al ritorno al successo delle nerostellate dopo un digiuno durato 38 anni.
La stagione successiva (1991-92) arriva sulla panchina lariana Aldo Corno, l'allenatore del basket femminile che ha messo più titoli in bacheca. In Eurolega, Como perde la semifinale di Bari contro la Dinamo Kiev, mentre in campionato arriva di nuovo il titolo, ribaltando l'iniziale 0-2 firmato dalla Unicar Cesena.
La stagione 1992-93 sembra quella che porterà Como al successo in Eurolega, ma a Valencia le padrone di casa la spuntano dopo due supplementari. In campionato la Comense vince il titolo a discapito della Conad Cesena in sole tre gare, anche se con distacchi risicati.
La stagione 1993-94 invece è la prima annata dei grandi trionfi per la formazione lariana: Coppa Italia (finale con Parma), Coppa dei Campioni (finale a Poznań, Polonia, contro Valencia) e scudetto (3-0 su Cesena).
La stagione 1994-95 vede l'arrivo della più forte giocatrice nominata in europa Mujanovic e della giovane promessa Elena Paparazzo e la squadra diventa quasi imbattibile: grande slam, 50 vittorie e due sole sconfitte in una stagione formidabile in cui viene vinta anche la seconda Coppa dei Campioni consecutiva, organizzata proprio dalla Comense al palazzetto di Casnate con Bernate .
Per la stagione 1995-96
per la stagione 1996-97 arriva Francesca Zara: la Comense vince in Brasile il Mundialito per Club. La Coppa Italia cambia padrone, la Famila Schio vince tra le mura amiche. In campionato arriva lo scontato successo contro l'Unicar Cesena, ma le cose non vanno bene in Europa: la finale di Sofia premia le tedesche del Wuppertal.
La stagione 1996-97 vede l'oramai consueta vittoria dello scudetto in finale contro la Cariparma Parma. In Eurolega la Comense perde la finale di Larissa, ma le soddisfazioni non mancano con la conquista di Supercoppa italiana e la Coppa Italia.
La stagione 1997-98 è quella dell'arrivo di Renata Zocco da Cesena, ma le soddisfazioni non sono molte: la Comense perde con Cariparma Parma in Supercoppa, con Famila Schio in semifinale di Coppa Italia e con Madrid nella semifinale di Eurolega a Bourges. Salva la stagione o lo scudetto conquistato in finale con il Famila Schio.
La stagione 1998-99 vede la mancata qualificazione alle finali di Coppa Italia e una bruciante sconfitta in finale di Eurolega contro Ruzomberok. Lo scudetto è però agevolmente conquistato contro Famila Schio e così la Supercoppa italiana.
La stagione 1999-2000 è più avara di soddisfazioni: per la prima volta da 8 anni la Comense non si qualifica per la final four di Eurolega e anche lo scudetto viene mancato con l'estromissione in semifinale ad opera della Famila Schio. Invece, Coppa Italia e Supercoppa italiana riescono ad entrare nella bacheca: entrambe le volte contro Famila Schio.

### Dopo il 2000
Il nuovo secolo vede la rivoluzione con l'addio di Aldo Corno e l'arrivo a Como di Fabio Fossati. Gli obiettivi del 2000-01 sfumano tutti all'ultimo: Bourges estromette la Comense ai quarti dell'Eurolega, mentre Coppa Italia e Scudetto vengono negati entrambi dalla Cerve Parma.
Nel 2001-02 la Comense si rifà vincendo titolo e Supercoppa italiana contro Cerve Parma, le finali di Eurolega vengono mancate per un soffio mentre in Coppa Italia si arriva alle semifinali.
Il 2002-03 vede il ritorno della bandiera e capitana Viviana Ballabio. La Pool Comense vince la classifica della stagione regolare, ma poi si arrende alla finale play-off contro la Cras Taranto, la stessa cosa succede in Coppa Italia. La stagione è avara di successi: vede anche la sconfitta in Supercoppa italiana contro la Cerve Parma e per la prima volta in 12 anni la squadra non supera il primo turno in Eurolega.
L'anno 2003-04 è a rischio di sopravvivenza per la squadra in crisi economica, ciononostante il nuovo allenatore Gianni Lambruschi riesce ad allestire un quintetto basato sulle giocatrici storiche che riesce a conquistare lo scudetto contro Meverin Parma.
Sono seguite alcuni stagioni poco fortunate. Nel 2004-05 arriva un 5º posto in campionato, mentre viene sconfitta in semifinale di Coppa Italia. Nel 2005-06 l'allenatore diventa Marco Rota e la Comense è 6° in campionato.
Nel 2006-07 i problemi economici si aggravano, la Comense rischia seriamente l'estinzione e viene ricostituita con le forze interne: allenatore diventa Valter Montini, per 10 anni viceallenatore e la squadra è totalmente ricostruita. L'obiettivo è la salvezza che arriva ai play-out, battendo in finale la Coconuda Maddaloni. Nel 2007-08 raggiunge la salvezza piazzandosi al 9º posto ed evitando così i play-out.
La stagione 2008-09 sembra quella della svolta, infatti il girone d'andata la vede protagonista e stabilmente nelle posizioni di vertice ma il ritorno è disastroso e con sole 3 vittorie riesce a qualificarsi ai play-off solo all'ultima giornata grazie ai risultati giunti dagli altri campi. Il cammino dei play-off segue questa tendenza negativa e la squadra esce al primo turno contro la più quotata Cras Taranto.
Nella stagione 2009-10 la Comense prende la pista slava. Assume l'allenatore serbo Dragomir Bukvić, ex allenatore della Stella Rossa Belgrado, secondo coach straniero della storia del club ed ingaggia la slava Natasa Andjelic, oltre alla promessa svedese Sandra Sinclair ed a Jillian Harmon, compagna di squadra di Brooke Smith alla Stanford University. Dopo un avvio di stagione nell'anonimato, la stagione prende una svolta con l'arrivo di Angela Zampella e con la vittoria contro l'Umana Reyer Venezia ed il ribaltamento della differenza canestri nel derby contro il Geas Sesto San Giovanni dell'ex allenatore Montini.
Alla fine della regular season la Comense è sesta in classifica, due posizioni meglio della stagione passata. Smith risulterà la miglior realizzatrice del campionato, e la migliore straniera. Nei quarti di finale sfiora il passaggio del turno portando il quotato Famila Schio a gara 3 ed uscendo sconfitta a testa alta solamente nel finale della gara di spareggio dalla serie playoff.
Nelle ultime due stagioni è allenata da Loris Barbiero. Nei play off dell'aprile 2011 contro il Geas Sesto scoppia un caso di razzismo per insulti contro la giocatrice avversaria Wabara, che suscitò vasta eco nazionale. La Comense e il suo pubblico vennero travolti dall'onda mediatica. I successivi tre mesi di indagini federali e giudiziarie accertarono però che, fra gli 800 spettatori presenti quella sera al derby del PalaSampietro, si trattò di insulti isolati di un solo individuo, estraneo alla tifoseria nerostellata, rivolti alla giocatrice durante un'azione di gioco sotto canestro, che nel tifo della partita non erano stati uditi dagli arbitri. Per la prima volta nella sua storia viene squalificato il campo della Comense.
Nel 2011-12 con il trio straniero Hicks-Harmon-Smith la Comense si classifica a sorpresa al terzo posto nella regular season, Nei quarti di finale elimina di slancio Faenza (2-0). In semifinale c'è la favorita Schio: le comasche vincono la prima gara in casa di un punto, perdono le due partite a Schio, ma vincono ancora in casa e il 29 aprile 2012 giocano gara-5 sul campo vicentino, dove però si arrendono (2-3), in quella che diventerà l'ultima partita di sempre in serie A della Comense. 
Nel marzo 2012 sul quotidiano La Provincia di Como viene annunciato il probabile e clamoroso ritiro dalla serie A1 a seguito del disimpegno del presidente Pennestrì. La società però smentisce pubblicamente mentre la squadra porta a termine il campionato. I timori e le tensioni però aumentano. Il 5 giugno la società dirama un comunicato in cui si rende noto che non sfrutterà la wild card per il prossimo campionato di serie A3. Nell'incertezza generale, la società prosegue nel tentativo di trovare qualche acquirente, anche per salvare il settore giovanile. Nel frattempo la squadra Under 15 sta disputando le finali nazionali: saranno le ultime partite della storia ultracentenaria della Comense. La Provincia di Como svela che in data 3 luglio il presidente Pennestrì ha scritto alla Fip annunciando la rinuncia alla serie A1 e chiedendo l'iscrizione alla serie B regionale, ma la società continua a smentire e a mantenere il massimo riserbo.
Il 5 luglio 2012, in una conferenza stampa presso la sala Protti nella sede della palestra Negretti a Como, il presidente Antonio Pennestrì comunica ufficialmente il ritiro dalla serie A1. La sera stessa non essendo stati regolarizzati i pagamenti alla Fip e la riaffiliazione decadono tutti i tesseramenti delle giocatrici senior e giovani. La Comense scompare dalla serie A1 italiana e dal panorama cestistico italiano. Il 28 febbraio 2013 cessa il codice Fip numero 181.

### L'ultima medaglia e il fallimento
Durante l'estate 2012, appaiono sui quotidiani locali notizie relative a gravi problemi con il fisco avuti dal presidente Pennestrì che coinvolgono tutta l'attività della Società polisportiva.
Per poter proseguire l'attività sportiva e non disperdere il patrimonio degli atleti delle varie discipline, i consiglieri di sezione si dimettono in massa e fondano nuove società sportive indipendenti dalla Comense. I dirigenti della scherma fondano la Comense Scherma SSDrl, i dirigenti della sezione ginnastica ed atletica fondano la AG Comense SSDrl, mentre alcuni dirigenti della pallacanestro convogliano l'attività giovanile verso il Basket Como, società di basket femminile di Como fondata nel 1956, ma i pezzi pregiati sono liberi di accasarsi altrove a costo zero.
A fine luglio 2012 arriva l'ultimo alloro per la Ginnastica Comense 1872, alle Olimpiadi di Londra 2012, dove Arianna Errigo conquista la medaglia d'argento nel fioretto individuale e la medaglia d'oro nella prova a squadre con la nazionale italiana.
Dal 2013 la società rimane attiva con la sola sezione di Basket Diversamente Abili.

### Nuove società e la ripartenza
A livello sportivo, la Comense Scherma riparte da dove si era interrotta la storia della vecchia società: al termine del suo primo quadriennio olimpico di attività, raggiunge già i vertici della disciplina con la convocazione di Arianna Errigo per la competizione di fioretto femminile individuale alle Olimpiadi di Rio 2016.
Nella primavera 2014, i dirigenti della sezione pallacanestro, per motivi di incompatibilità di obiettivi a lungo termine, vengono allontanati dalla società Basket Como, e fondano quindi una nuova associazione sportiva dilettantistica che si occuperà della pallacanestro e di salvare il patrimonio dei centri Minibasket della Scuola Basket Comense che ha sempre vantato, a Como e Provincia, più di 200 iscritti, nasce così la A.S.D. Polisportiva Comense 2015 che riparte dal campionato di Promozione Femminile. Il 1º maggio 2015, la società organizza una grande festa al Palasampietro, per festeggiare il Ventennale della vittoria della Coppa dei Campioni 1995 al Pianella di Cantu'. Alla festa partecipano un gran numero di atlete facenti parte di quella squadra, facendo rivivere per una giornata l'atmosfera dei gloriosi anni 90. Nella stagione 2015/2016, la squadra di basket femminile, viene ripescata in Serie B Femminile, grazie alla riforma dei campionati federali e iscrive nuovamente due squadre giovanili ai campionati femminili, una squadra Under 20 ed una squadra di Minibasket, categoria Gazzelle Femminili, con le quali la società intende ripartire nel settore femminile. Nella prima squadra di Serie B, entra a fare parte Valentina Girardin, ex giocatrice di Serie A1 della Comense, con 1 presenza nella Nazionale Maggiore ed Argento ai Campionati Europei Cadette 1996. Capitana della squadra è Laura Maiorano, ex giocatrice di A1 con presenze in Coppa Ronchetti. 
Nella stagione 2016/17 la Polisportiva Comense 2015 diventa società satellite del Basket Costa, società di serie A2 femminile, e disputa il campionato di serie C femminile, con buoni risultati, utilizzando solo le giovani del vivaio di Costamasnaga per due stagioni allenate da Cosimo De Milo e Fulvio Paganelli. Al termine del contratto di collaborazione alcune giovani rimangono tesserate per la Polisportiva Comense 2015 che così nella stagione 2018/19 disputa in autonomia il campionato di Serie C femminile ed anche il campionato Under 14 femminile. In panchina siede il presidente Guido Corti e la squadra chiude una buona stagione di esperienza salvandosi all'ultima giornata contro le rivali del Basket Como. 
Nella stagione 2019/20 la collaborazione con il Basket Cucciago fa arrivare in società tante giocatrici Under 20, e la Polisportiva Comense 2015 così decide di affidare la guida tecnica a Matteo Semoventa e Roberto Filocamo che disputeranno il campionato Under 20 e di Serie C femminile. Nel contempo la società cerca di far ripartire il movimento femminile creando una squadra esordienti femminile e consolidando la presenza al Palasampietro di Casnate, ora diventato di proprietà e gestione comunale. Dopo 4 anni per la prima volta una atleta, Giulia Rampi, viene convocata dal settore squadre nazionali per un centro tecnico federale, mentre alcune delle nerostellate provenienti dal vecchio settore giovanile diventano protagoniste in serie A1 (Laura Spreafico) e A2 (Paola Novati e Giara Diouf).
Nel 2020-2021 la società sportiva ha subito gravi perdite di tesseramenti a causa della pandemia.

## Cronistoria
| Cronistoria della Ginnastica Comense 1872 femminile |
| --- |
| - 1872 · fondazione della Ginnastica Comense 1872. - 1945 · apre la sezione femminile. - 1947-1948 · 3ª nel Girone B di Serie A. - 1948-1949 · 5ª in Serie A. - 1949-1950 · 1ª in Serie A, campionessa d'Italia (1º titolo). - 1950-1951 · 1ª in Serie A, campionessa d'Italia (2º titolo). - 1951-1952 · 1ª in Serie A, campionessa d'Italia (3º titolo). - 1952-1953 · 1ª in Serie A, campionessa d'Italia (4º titolo). - 1953-1954 · 2ª in Serie A. - 1954-1955 · Ambrosoli, 5ª in Serie A, rinuncia all'iscrizione. - 1955-1980 · - 1980-1981 · 1ª nel Girone A di Serie A2, promossa in Serie A1. - 1981-1982 · Levrini, 6ª nel Girone B di Serie A1, 6ª nella Poule Salvezza. - 1982-1983 · 5ª nel Girone A di Serie A1, 2ª nella Poule Salvezza, quarti di finale play-off. - 1983-1984 · 5ª nel Girone B di Serie A1, 1ª nella Poule Salvezza, quarti di finale play-off. - 1984-1985 · 4ª nel Girone A di Serie A1, 6ª nella Poule Finale, quarti di finale play-off. - 1985-1986 · 5ª nel Girone B di Serie A1, 1ª nella Poule Recupero, quarti di finale play-off. - 1986-1987 · 8ª in Serie A1, ottavi di finale play-off. - 1987-1988 · 7ª in Serie A1, quarti di finale play-off. - 1988-1989 · 9ª in Serie A1. - 1989-1990 · Pool, 2ª in Serie A1, finalista play-off. - 1990-1991 · Pool, 2ª in Serie A1, vince i play-off, campionessa d'Italia (5º titolo). Finalista di Coppa Ronchetti. - 1991-1992 · Pool, 1ª in Serie A1, vince i play-off, campionessa d'Italia (6º titolo). - 1992-93 · Pool, 1ª in Serie A1, vince i play-off, campionessa d'Italia (7º titolo). Vince la Coppa Italia (1º titolo). - 1993-94 · Pool, 1ª in Serie A1, vince i play-off, campionessa d'Italia (8º titolo). Vince la Coppa Italia (2º titolo). Vince l'EuroLeague Women (1º titolo). - 1994-95 · Pool, 1ª in Serie A1, vince i play-off, campionessa d'Italia (9º titolo). Vince la Coppa Italia (3º titolo). Vince l'EuroLeague Women (1º titolo). - 1995-96 · Pool, 1ª in Serie A1, vince i play-off, campionessa d'Italia (10º titolo). Vince la Supercoppa Italiana (1º titolo). Vince il Mundialito (1º titolo). - 1996-97 · Pool, 1ª in Serie A1, vince i play-off, campionessa d'Italia (11º titolo). Vince la Coppa Italia (4º titolo). - 1997-98 · Pool, 1ª in Serie A1, vince i play-off, campionessa d'Italia (12º titolo). Vince la Supercoppa Italiana (2º titolo). - 1998-99 · Pool, 1ª in Serie A1, vince i play-off, campionessa d'Italia (13º titolo). Vince la Supercoppa Italiana (3º titolo). - 1999-00 · Pool, 1ª in Serie A1, semifinalista play-off. Vince la Coppa Italia (5º titolo). Vince la Supercoppa Italiana (4º titolo). - 2000-01 · Pool, 2ª in Serie A1, finalista play-off. Vince la Supercoppa Italiana (5º titolo). - 2001-02 · Pool, 1ª in Serie A1, vince i play-off, campionessa d'Italia (14º titolo).. - 2002-03 · Pool, 1ª in Serie A1, finalista play-off. - 2003-04 · Pool, 2ª nel Girone A di Serie A1, 2ª nel Gruppo A di seconda fase, vince i play-off, campionessa d'Italia (15º titolo). Vince la Supercoppa Italiana (6º titolo). - 2004-05 · Pool, 5ª in Serie A1, quarti di finale play-off. - 2005-06 · Pool, 6ª in Serie A1, quarti di finale play-off. - 2006-07 · Pool, 14ª in Serie A1, salva ai play-out. - 2007-08 · Pool, 9ª in Serie A1. - 2008-09 · Pool, 8ª in Serie A1, quarti di finale play-off. - 2009-10 · Pool, 6ª in Serie A1, quarti di finale play-off. - 2010-11 · Pool, 6ª in Serie A1, quarti di finale play-off. - 2011-12 · Pool, 3ª in Serie A1, semifinalista play-off, rinuncia all'iscrizione. |

## Giocatrici note
| - Viviana Ballabio - Mariangela Cirone - Mara Fullin - Laura Macchi - Raffaella Masciadri - Elena Paparazzo - Stefania Passaro - Silvia Todeschini - Catarina Pollini - Liliana Ronchetti - Renata Salvestrini - Francesca Zara - Renata Zocco - Susanna Stabile | - Mery Andrade - Gordana Bogojević - Daedra Charles - Andrea Congreaves - Alessandra Santos de Oliveira - Svetlana Kuznezova - Isabelle Fijalkowski - Bridgette Gordon - Razija Mujanović - Valerie Still - Jurgita Štreimikytė - Teresa Weatherspoon |

## Allenatori noti
- Aldo Corno
- Fabio Fossati
- Enrico Garbosi: vincitore di cinque scudetti
- Roberto Ricchini
- Loris Barbiero

## Palmarès

### Prima squadra

#### Competizioni nazionali
- Campionato italiano: 15

1949-50, 1950-51, 1951-52, 1952-53, 1990-91, 1991-92, 1992-93, 1993-94, 1994-95, 1995-96 
1996-97, 1997-98, 1998-99, 2001-02, 2003-04
- Coppa Italia: 5

1992-93, 1993-94, 1994-95, 1996-97, 1999-2000
- Supercoppa italiana: 6

1995-96, 1997-98, 1998-99, 2000, 2001, 2004
- Promozioni in A1: 1

1980-81

#### Competizioni internazionali
- Eurolega: 2

1993-94, 1994-95
- Mundialito per club: 1

1996

### Settore giovanile
- Campionati italiani giovanili: 5

2 scudetti categoria Cadette (1996, 1997)
1 scudetto categoria Allieve (1997)
1 scudetto categoria Juniores (1985)
1 scudetto categoria Under 16 (2007)